# Cigány képzőművészet

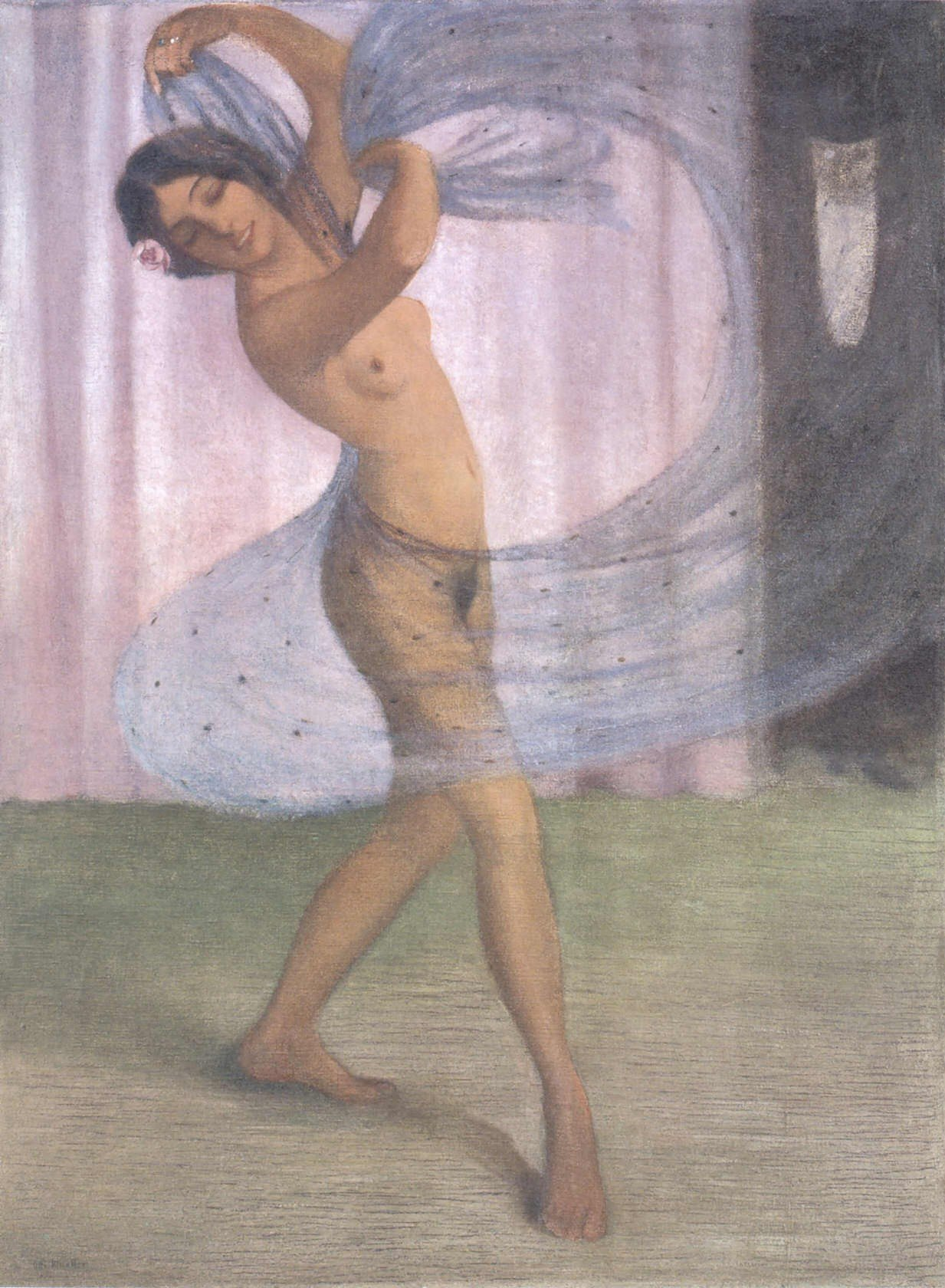
Otto Mueller: Táncosnő fátyollal, 1903.

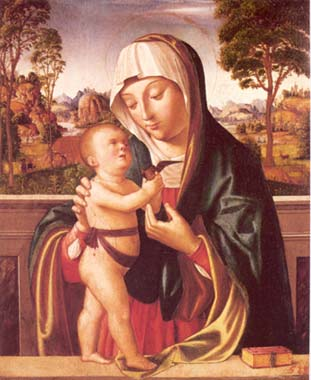
Antonio Solario Madonnája

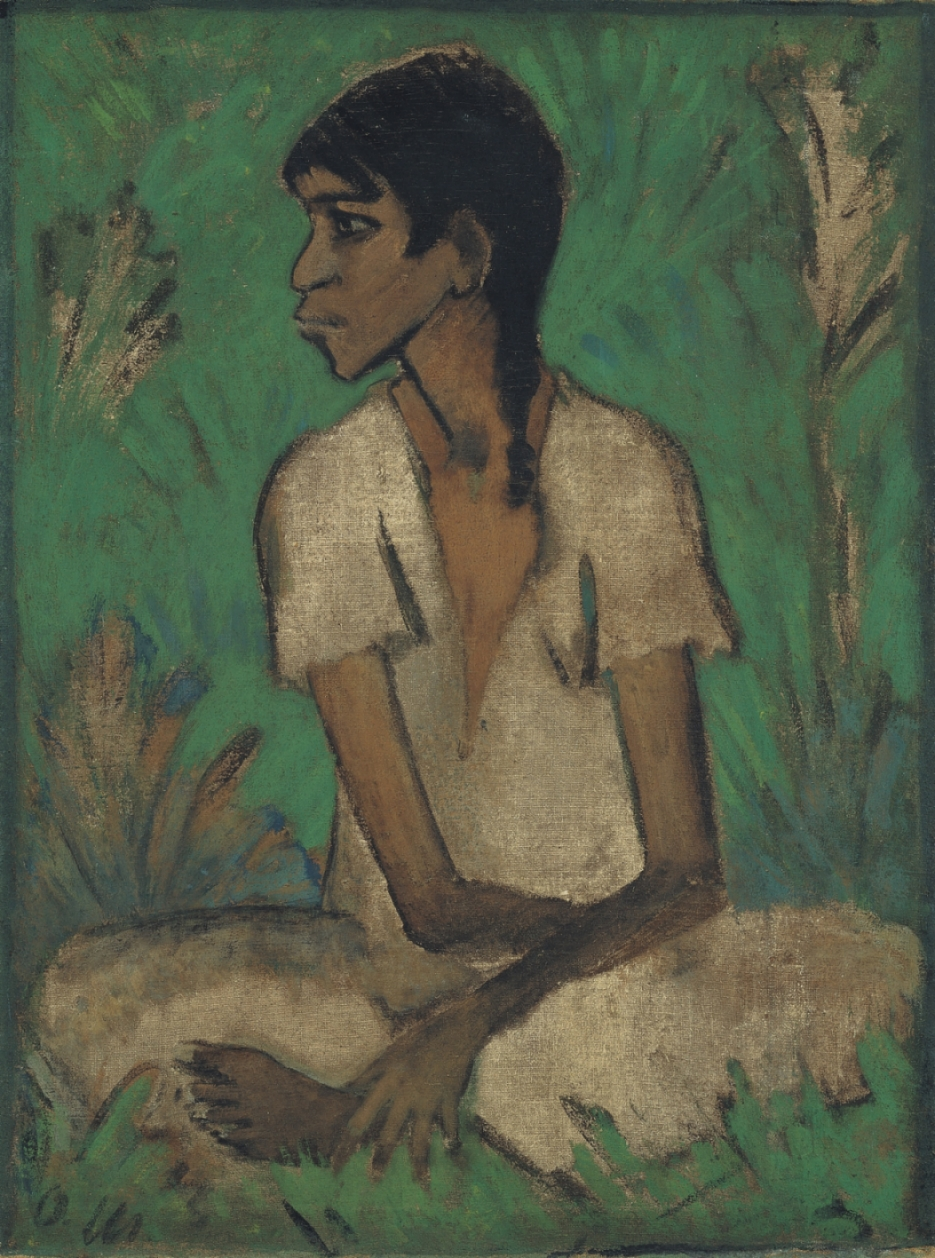
Otto Mueller: Cigánylány

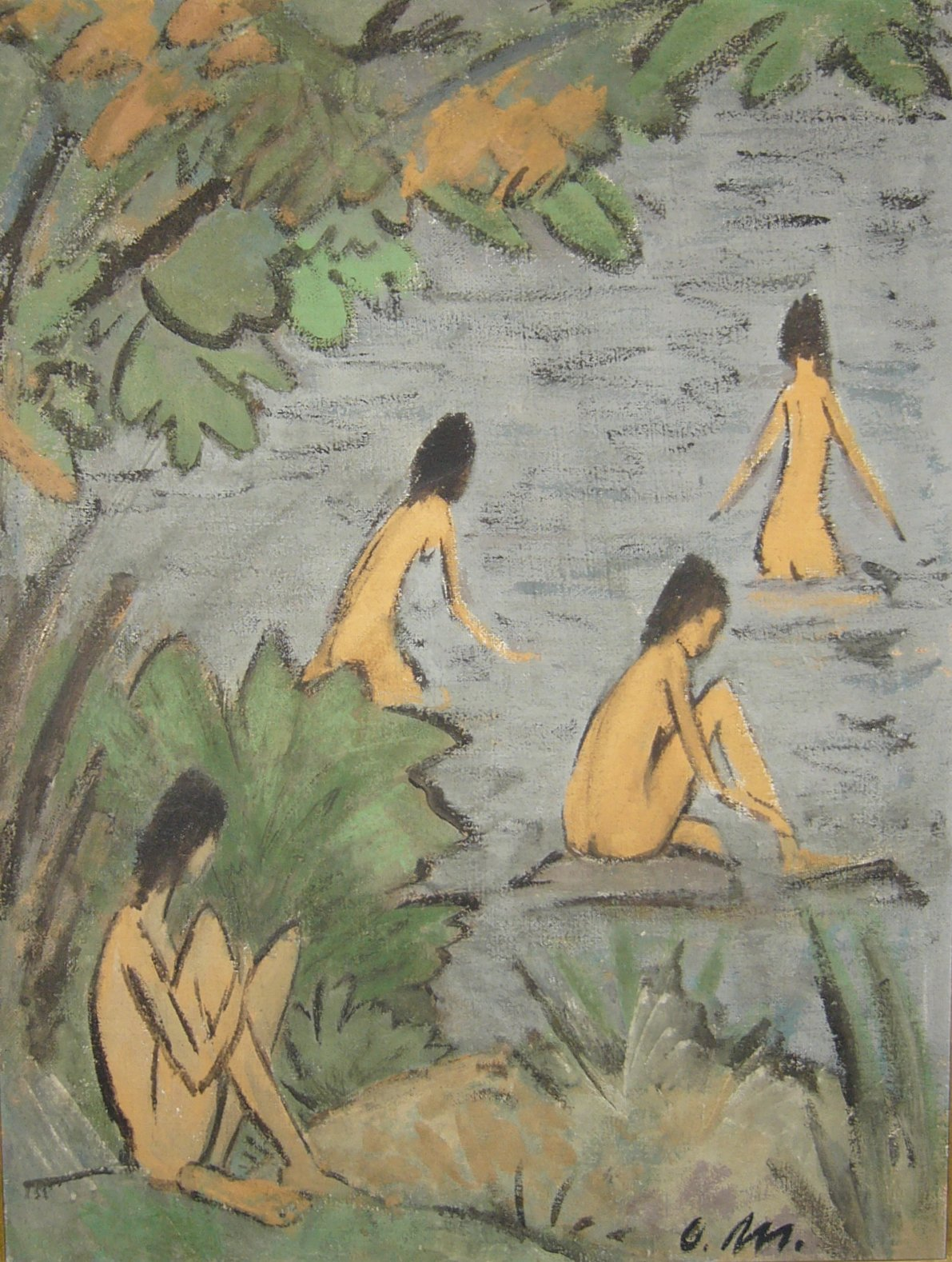
Otto Mueller: Tájkép fürdőzőkkel, 1915.

A cigányok képzőművészete, a cigány hivatásos és autodidakta művészek alkotásai. A fogalom magában foglalja mind azokat  a műveket, melyek sajátosan a cigány kultúrában gyökereznek és bizonyos „cigányos” jellemzőkkel bírnak; valamint azokat az alkotásokat is, melyek ilyen etnikus jegyek nélkül egyértelműen a nemzetközi művészettörténeti áramlatok valamelyikébe illeszkednek be.

## A cigány képzőművészet a tágabb kulturális közéletben
A cigány képzőművészet ismertségét és megítélését a többségi társadalmak részéről ellentmondás jellemzi. Egyfelől a terület kevésbé ismert, és művészettörténetileg majdnem teljesen feltáratlan; és az a kevés, ami ismertté válik, nem mindig épül be a köztudatba a helyét megillető módon és mértékben. Ugyanakkor a cigány képzőművészet „felfedezése” változó intenzitással, de gyakorlatilag folyamatosan jelen van az elmúlt évtizedek kultúrpolitikájában. Ezekben azonban gyakran fellelhető egyfajta egzotikum iránti vágyakozás, ami jelentősen lehatárolja, hogy mely alkotások és alkotók kerülhetnek az érdeklődés középpontjába, és melyek nem.
Ez a két tény teljesen esetlegessé teszi, hogy mely cigány képzőművészek kerülnek a művészettörténet és a műkritika érdeklődési körébe, vagy jutnak egyáltalán közönség elé. Balázs János életműve Magyarországon és külföldön egyaránt ismertté vált, de a pécskői cigánysor többi, vele egy időben alkotó autodidakta festője a mai napig ismeretlen maradt nem csak a szélesebb közönség, de a szűkebb szakma előtt is.
Más esetben az alkotó ismertté válik, de cigány mivolta nem. Így például Otto Muellert rendre németnek, Serge Poliakoffot pedig hol orosznak, hol franciának hol pedig „orosz származású franciának” titulálják a különböző művészeti lexikonok, pedig mindketten cigányok voltak. A cigány etnikai hovatartozás jelölésétől mindig eltekintenek művészettörténeti írásokban, kivéve azokat az eseteket, amikor ez kikerülhetetlen, mint Antonio Solario, azaz Lo Zingaro, a „Cigány” esetében. Ez a társművészetekre is igaz: Manuel de Falla, Pablo Casals vagy például Maurice Ravel cigány mivoltát a legtöbb helyen nem említik.
Azok a cigány művészek, kiknek cigány mivolta ismert, és alkotásaikra is felfigyelt a szélesebb közönség, sokszor ők sem jutnak el a képzőművészet általánosan bevett fórumaira. Jellemző példa erre, hogy a több mint száz éve megrendezett velencei biennálénak a 2007-es Roma Pavilon megszervezéséig egyetlen cigány kiállítója sem volt.

## A cigány képzőművészet kezdete
Az első ismert cigány képzőművész Antonio Solario „Lo Zingaro”, itáliai reneszánsz festő. Abruzzoi születésű, festői tanulmányait Bolognában, Velencében, Ferrarában, Firenzében és Rómában folytatta. Nápolyban telepedett meg. Freskókat, oltárképeket és portrékat festett. Legjelentősebb alkotása a Szent Benedek életét megörökítő húsz részes freskósorozat. Több tanítványa is volt, az általa kialakított stílusban festett képeket neve után „Zingareschinek” hívták.
Ezt követően sokáig más cigány művészt nem tart számon a művészettörténet. A 16-18. század cigányellenes törvényei kétségkívül nem kedveztek a cigányok társadalmi beilleszkedésének, így a képzőművészet gyakorlásának sem. Azonban az sem zárható ki, hogy előfordultak cigány festők, szobrászok, csak éppen vagy a műveik nem maradtak fenn, vagy mint nem cigányokat tartja számon a történetírás. A korszakot illetően további kutatásokra volna szükség, hogy a cigányok részvételét a képzőművészetekben reálisan felmérhessük.

## A cigány képzőművészet kibontakozása
A cigány képzőművészet kibontakozása a 20. század elején kezdődik, a század első felében az európai kontinens nyugati részén, majd a század utolsó harmadában Közép-Európában vesz nagyobb lendületet. A két térség között nem csak időbeli eltolódás, hanem jelentős szemléletbéli különbség is jelentkezik.

### A nyugat-európai cigány képzőművészet
A kontinensnek ezen a felén nem mutatkozik lényeges különbség a tanult és az autodidakta művészek között. Mindannyiuk munkássága szervesen beilleszkedik az aktuális művészeti áramlatokba, elsősorban a különböző avantgárd irányzatokba. A cigány művészek nem egyszer személyes jó kapcsolatot ápoltak a kortárs képzőművészekkel: Otto Mueller a Die Brücke csoport tagja, Serge Poliakoff Vaszilij Kandinszkijnak, Sandra Jayat pedig Marc Chagallnak a baráti köréhez tartozott.
Ugyanakkor mind az ő esetükben, mind más művészeknél, kimutatható a cigány kultúrához való kötődés is. Ez sok esetben a témaválasztásban mutatkozik meg, mint Otto Mueller önarcképén, ahol a kép bal felső sarkába egy általánosan elterjedt cigány amulett ábráját festi meg monogramjával. La Chunga képeit a témaválasztás mellett ugyanúgy a cigány népviseletek élénk színvilága hatja át, akárcsak Gabi Jiménez Archiválva 2013. november 2-i dátummal a Wayback Machine-ben munkáit. Serge Poliakoff bár geometrikus elemekből építkezik, de ezt nem egyfajta racionális, konstruktivista szemlélettel teszi, hanem egy érzelemgazdag, belső impresszió alapján, mely ily módon a flamencóval és a cigány dzsesszel áll távoli rokonságban. Daniel Baker neoavantgárd szellemiségű installációit a cigány sors mindennapi megélése inspirálja. Katarzyna Pollok textilmunkáin a cigányok legendáival és megélt meséivel találkozunk: a legendák ködéből a cigányok vallási életébe lépő Kali Sarával, angyalokkal, vagy az egykor élt, mára már legendává vált Django Reinhardttal.

### A közép-európai cigány képzőművészet
Különböző társadalmi okok miatt Európának ezen a felén csak a 20. század 60-as, 70-es éveiben jelenik meg a cigány képzőművészet markánsan az érintett országok kulturális életében. A térség alkotói két fő csoportba sorolhatók be: a képzett alkotók körére, akik műveikkel a nemzetközi művészettörténeti folyamatokba illeszkednek, és a döntően autodidakta művészek csoportjára, kiknek műveit egy naiv tárgyias ábrázolásmód, vagy egy spontán expresszivitás jellemzi.
1. A közép-európai képzett cigány képzőművészek nyugat-európai társaikkal ellentétben nem az avantgárd irányzatokhoz kapcsolódnak, hanem sokkal inkább a reneszánsz vizuális kultúrához nyúlnak vissza. Műveik kifejezetten figurálisak. Az egyik legjelentősebb alkotó kétségkívül a magyarországi Péli Tamás aki munkásságával iskolát teremtett. Barátja és tanítványa volt Szentandrássy István, kettejük tanítványa Túró Zoltán és Gyügyi Ödön.
2. Az autodidakta művészek esetében két irányzat különíthető el. Van, hogy egy-egy művész egyértelműen besorolható valamelyik irányzathoz, de nem ritka az sem, hogy az alkotó egyik alkotásán az egyik, másikon pedig a másik szemléletmóddal él.
  - Az egyik irányzat a naiv, tárgyias, természetkövető ábrázolásmód, ahol az alkotó kívülről szemléli az alkotás tárgyát, és azt egyfajta objektív szemszögből kívánja hitelesen ábrázolni. Egyik jellemző példa rá Ráczné Kalányos Gyöngyi munkássága.[1]
  - Másik irányzat a spontán expresszív ábrázolásmód, ahol az alkotó azonosul témája tárgyával, és azt egyfajta belső megélés alapján szubjektíven, expresszív módon jeleníti meg. Ilyenek például Oláh Jolán,[2] Pongor Beri Károly,[3] Csámpai Rozi[4] vagy az egyik legkiemelkedőbb festő, Balázs János alkotásainak nagy része, de idetartoznak a fafaragó László Pál szobrai is.

## A cigány képzőművészet legújabb szakasza
Az elmúlt néhány év tapasztalata azt mutatja, hogy a cigány képzőművészet terén változások indultak el. Ez a politikai-társadalmi rendszerek megváltozásával, egyes technikai vívmányok terjedésével van összefüggésben. Ezek megteremtik annak az elvi lehetőségét, hogy a cigány képzőművészet még nyitottabb legyen a nagyvilág aktuális folyamataira, de arra is lehetőséget teremt, hogy az egymástól elszigetelten alkotó művészek szorosabban együttműködhessenek. Az egyik folyamat gyengítheti, a másik pedig párhuzamosan erősítheti a cigány képzőművészet etnikai jegyeit, nemzeti karakterét. Az, hogy a cigányok 21. századi képzőművészete milyen irányokba mozdul el, ma még nem igazán lehet megítélni. A változásoknak jele, de egyben indikálója is az autonóm cigány kulturális intézményrendszer lassú kiépülése, melynek egyik mérföldköve a 2007-es velencei biennálé önálló Roma Pavilonjának Archiválva 2009. január 27-i dátummal a Wayback Machine-ben megszervezése volt.

## A cigány képzőművészet jellemzői
- A cigány képzőművészetre egyfajta stílusbéli sokszínűség jellemző: a naiv ábrázolásmódtól a klasszikus gyökerű figuratív festészeten át a legkülönbözőbb avantgárd irányzatokig sok mindenre találni példát.
- Műfajokat tekintve is széles skálával találkozunk, de szembetűnő a festészet dominanciája a grafikával, kisplasztikával, szobrászattal és egyéb műfajokkal szemben.
- A cigányok képzőművészete számos ponton kapcsolódik a nemzetközi művészettörténet folyamataihoz, az alkotók nem ritkán személyes jó viszonyt ápolnak nem cigány kollégáikkal.
- Ugyanakkor ezzel párhuzamosan több szinten is kimutatható egyfajta „cigányos” jelleg, az alkotások kapcsolatba hozhatóak a cigány társművészetekkel. Ennek oka, hogy – akárcsak a cigány irodalom esetében – a művészek a cigány kultúra más területén is aktívak. Olimpio Cari Bruno Morelli verseket költenek akárcsak Balázs János Archiválva 2009. április 19-i dátummal a Wayback Machine-ben. Sandra Jayat a festészet és költészet mellett cigány kulturális rendezvényeket, fesztiválokat szervez. La Chunga híres flamenco előadó, de a legendás zenész Django Reinhardt is néha ecsetet ragadott.
- Gyakran jelennek meg a cigányok témaként. Az ábrázolásmód lehet objektív, szociografikus jellegű vagy néprajzilag már-már tudományos hitelességű, de lehet teljesen szubjektív, személyes élményekre, vágyakra alapuló.
- Szintén gyakran jelenik meg a hit, a vallás, a mítoszok és a népi mágia világa.
- Egyes esetekben, mint például Kosztics László vagy az író Orsós Jakab fafaragásai esetében közvetlenül, mások esetben mint Rudolf Dzurko színes üvegpor-képeinél, vagy Katarzyna Pollok gyöngy- és textilképeinél áttételesen kimutatható a népi iparművészet átértelmezett formájú továbbélése.

## Cigány képzőművészek
| - Bada Márta - Daniel Baker - Balázs Gusztáv - Balázs János - Balogh Balázs András - Balogh József - Balogh Mónika - Balogh Tibor - Bari Janó - David Beery - Matei Bejenaru - Bódi Katalin - Botos Flórián - Michaela Bruckmüller - Olimpio Cari - Fabian Castro - Tibor Červeňák - La Chunga - Mihaela Cimpeanu - Miguel Claveria - Csámpai Rozi - Csányi János - Csányi Lajos - Danyi István - Dilinkó Gábor - Dombrádi Horváth Géza - Rudolf Dzurko - Farkas Attila | - Farkas Ervin - Feka Lajos - Fenyvesi József - Ferkovics József - Lola Ferreruela - Pavlina Fichta Cierna - Füzesi József - Gaudi Márton - Cosmin Gradinaru - G. Zámbó Gábor - Gyügyi Ödön - Judea Heredia Heredia - Illés-Bódi Barbara - Illés Henrik - Illés József - Sandra Jayat - Gabi Jiménez - Jovánovics László - Káli-Horváth Kálmán - Kállai András - Kállai Henrik - Iosif Kiraly - Kosztics László - Kökény Róbert - Kun Pál - Kunhegyesi Ferenc - Aladár Kurej - Lakatos Erika | - Lakatos Klára - László Pál - Damian le Bas - Delanie le Bas - Kiba Lumberg - Magyar Tibor - Edward Majewski - Micziné Hamza Ibolya - Milák Brigitta - Mocsár Gyula - Bruno Morelli - Nagy Ibolya - Nagy Zoltán - Nagyné Horváth Judit - Nyári Irén - Nyári Sárkány Péter - Dušan Oláh - Oláh Aranka - Oláh István - Oláh Jolán - Oláh Mara - Oláh Tibor - Oláh Zoltán - Orbán Mária - Annamanna Orsós - Orsós Ferenc - Orsós Jakab | - Orsós Teréz - Palotai Lajos - Patai Zsuzsanna - Péli Tamás - Marian Petre - Katarzyna Pollok - Pongor Beri Károly - Nihad Nino Pusija - Raatzsch Jenő André - Radics Szilveszter - Ráczné Kalányos Gyöngyi - Rézműves Gusztáv - Rézműves Gyula - Dušan Ristic - Mario Rizzi - Rudi Balázs Lajos - Sárközi Vilmos - Szécsi Magda - Szentandrássy István - Szilágyi János - Szolnoki Csanya Zsolt - Szomora Kálmán - Tóth Elemér - Túró Zoltán - Váradi Gábor - Varga László - Vári Zsolt |